# Yehuda Alharizi
Yehuda Alharizi sau Juda ben Salomon al-Kharizi, în ebraică יהודה בן שלמה אלחריזי, Yehudah ben Shelomo al-Harizi, în arabă يحيا بن سليمان بن شاؤل أبو زكريا الحريزي اليهودي من أهل طليطلة, Yahya bin Sulaiman bin Sha'ul abu Zakaria al-Harizi al-Yahudi min ahl Tulaitila (1165 - 1225), a fost un rabin, poet și traducător evreu din Spania.
A scris versuri moralizatoare și satirice, epigrame caustice, în tradiția speciei arabe maqama, după modelul lui Al-Hariri.
De o deosebită valoare este scrierea epică Tahkemoni (compusă între anii 1218 și 1220), scrisă în stil satirico-poetic și care oferă o imagine asupra istoriei și literaturii timpului.
A tradus în ebraică celebrul tratat al lui Maimonide, Călăuza șovăielnicilor, promovând acest mare filozof.
De asemenea, traducerile sale în latină din operele marilor învățați orientali au exercitat o puternică influență asupra filozofiei creștine.